# The Trail of the Lonesome Pine (film 1916)
The Trail of the Lonesome Pine è un film muto del 1916 diretto e prodotto da Cecil B. DeMille che firma anche il soggetto e il montaggio. Alcune fonti gli ascrivono, insieme a  Jeanie Macpherson, la sceneggiatura del film
Il lavoro teatrale The Trail of the Lonesome Pine di Eugene Walter andò in scena a Broadway al New Amsterdam Theatre la sera del 29 gennaio 1912, interpretato da Berton Churchill, William S. Hart e Charlotte Walker. La Walker - che era la moglie di Walter - riprenderà il personaggio di June anche sullo schermo a fianco di Thomas Meighan.

## Produzione
Il film fu prodotto dalla Jesse L. Lasky Feature Play Company con un budget stimato di 22.249 dollari. Le riprese durarono dal 28 dicembre 1915 al 20 gennaio 1916.

## Distribuzione
Distribuito dalla Famous Players-Lasky Corporation, il film uscì nelle sale cinematografiche statunitensi il 13 febbraio 1916. Distribuito internazionalmente, il film incassò all'estero 77.944 dollari. In Francia venne distribuito con il titolo La Piste du pin solitaire.
Copia della pellicola (un positivo 35 mm) viene conservata negli archivi dell'International Museum of Photography and Film at George Eastman House.

## Versioni cinematografiche
Dal romanzo di John Fox Jr. sono state tratte diverse versioni per lo schermo:
- The Trail of the Lonesome Pine di Frank L. Dear (1914)
- The Trail of the Lonesome Pine di Cecil B. DeMille (1916)
- The Trail of the Lonesome Pine di Charles Maigne  (1923)
- Il sentiero del pino solitario (The Trail of the Lonesome Pine) di Henry Hathaway  (1936)